# Andrea Tuana
Andrea Tuana Nageli (Montevideo, 4 de julio de 1969) es una trabajadora social, investigadora y docente feminista uruguaya. Directora de la Asociación Civil El Paso e integrante de la Intersocial Feminista de Uruguay, es una reconocida activista contra las violencias de género, doméstica y sexual hacia niños, adolescentes y mujeres.

## Carrera
Licenciada en Trabajo Social por la Universidad de la República, obtuvo el diploma de especialización en “Género, Desarrollo y Planificación” dictado por el Centro Interdisciplinario de Estudios de Género de la Escuela de Postgrado de la Facultad de Ciencias Sociales de la Universidad de Chile. Asimismo, es magíster en Políticas Públicas y Género por FLACSO.
Actualmente, Tuana es Coordinadora Académica del Diplomado Superior sobre Violencia Basada en Género de FLACSO Uruguay. A su vez, es integrante de la Red Uruguaya contra la Violencia Doméstica y Sexual y de la Intersocial Feminista.

## Publicaciones destacadas
- Explotación sexual de niñas, niños y adolescentes : manual sobre conceptos básicos y herramientas de intervención (2019), en coautoría con Fabiana Condon y Milka da Cunha.
- Trata sexual en Uruguay : alcances y limitaciones de la asistencia a víctimas (2018).
- Derechos humanos y violencia doméstica : herramientas conceptuales para docentes (2013), compilación y coordinación.
- Campaña Nunca más a mi lado : campaña de denuncia y prevención de la violencia doméstica (s.d.).
- La trata de mujeres con fines de explotación sexual en el Mercosur : diagnóstico regional (2012), en coautoría con Diana González Perett, Laura Sardá, Liliana Ruso, Verónica Teresi, Lourdes Barboza y Cristina Prego.
- El género, la edad y los escenarios de la violencia sexual (2009), en coautoría con Diana González Perett.
- Invisibles y silenciadas : aportes y reflexiones sobre la trata de personas con fines de explotación sexual comercial en Uruguay (2006), en coautoría con Diana González Perett.
- Violencia doméstica e incidencia en políticas públicas (2005).[1]